# Ignol
Ignol település Franciaországban, Cher megyében. Lakosainak száma 174 fő (2022. január 1.). Ignol Croisy, Flavigny, Germigny-l’Exempt, La Guerche-sur-l’Aubois, Nérondes és Tendron községekkel határos.

## Népesség
A település népességének változása:
| Lakosok száma | 240  | 179  | 178  | 160  | 180  | 180  | 180  | 181  | 179  | 174  |
|               | 1968 | 1982 | 1999 | 2006 | 2011 | 2015 | 2017 | 2018 | 2020 | 2022 |